# Баян Хара Ула
Баян Хара Ула (на китайски: 巴颜喀拉山脉, Bāyánkālā shānmài) е мощна планинска верига в Централен Китай, в провинциите Цинхай и Съчуан. Простира се от северозапад на югоизток на около 750 km в крайната източна част на планинската система Кунлун. Представлява вододел между горните течения на реките Хуанхъ на север и североизток и Яндзъ на югозапад. С максимална височина е връх Голог (5445 m). Северните му склонове са полегати, а южните – стръмни и силно разчленени от левите притоци на Яндзъ – Ичжу Чумар, Ялундзян и др. По северното му подножие се намират големите езера Джарин Нур и Орин Нур, разположени в най-горното течение на Хуанхъ. Върховете му са предимно плоски и куполообразни. Преобладават ландшафтите на студените високопланински пустини, а най-високите части са заети от вечни снегове и малки ледници.